# 昌寛
昌寛（しょうかん）は、平安時代末期から鎌倉時代初期の僧侶、成勝寺執行。源頼朝の右筆を務め、事務方として鎌倉幕府創設期を支えた。

## 経歴
『尊卑分脈』によれば、昌寛は高階氏の出身で、藤原道長の側近として活動した高階業遠の子・成佐の孫にあたるという。母方の親類に下野宇都宮氏があったといい、その家人であったとする説も存在する。
鎌倉殿となった源頼朝の近臣となり、治承5年（1181年）には頼朝の長女・大姫の小御所と厩舎の普請に、大庭景義や梶原景時とともにその奉行を務めている。同年、鶴岡八幡宮の普請にも携わっている。寿永3年（1184年）、前年末に誅殺された上総広常が玉前神社へ奉納した鎧を藤原邦通とともに持ち帰っており、鎧に結び付けられていた願文から広常の冤罪が晴れている。同年、源範頼に属して平氏追討のために征西した。文治5年（1189年）、頼朝の使節として上洛し、朝廷へ藤原泰衡追討の宣旨を要求するなど朝廷との交渉を担当し、同年の奥州合戦にも従軍した。
建久元年（1190年）、頼朝の上洛準備のために先立って上洛し、また二階堂行政とともに朝廷への進物の奉行を担当。その後、中原親能や大江広元とともに法住寺殿の修繕も奉行した。建久3年（1192年）、頼朝の庶子（後の貞暁）の乳母について打診されたが、頼朝の正妻・政子の嫉妬を恐れて辞退している。建久6年（1195年）、頼朝再上洛の際にも事前準備のため上洛している。
文治元年（1185年）、頼朝に給付された平家没官領のうち、成勝寺領の多い遠賀川流域に位置する旧山鹿秀遠領の筑前国遠賀郡山鹿庄、鞍手郡粥田庄、旧板井種遠領の豊前国田川郡柿原名、伊方庄などの代官となる。文治4年（1188年）には昌寛の眼代が同地で乱妨を働いていることが見える。うち旧板井領は後に宇都宮氏が地頭となったが、旧山鹿領は子の家政が山鹿庄へ入部し、以後同地を苗字とした山鹿氏・麻生氏が相伝した。なお娘が頼朝の嫡男・頼家の側室となり、三男・栄実と四男・禅暁を産んでいる（ただし『尊卑分脈』では禅暁の母は足助重長の娘の辻殿とされている）。